# Guy Mardel
Pour les articles homonymes, voir Koubi (homonymie).
Guy Mardel, nom de scène de Mardochée Elkoubi, né le 30 juin 1944 à Oran, alors en Algérie française, est un auteur-compositeur et chanteur français. Il est devenu israélien en 2003, en vertu de la loi israélienne du retour, en tant qu'immigrant juif. Il change alors son prénom en Mordechaï.    

## Biographie
Ses quinze premières années de Guy Mardel se passent en Algérie française  où il obtient un premier prix de piano au conservatoire d'Oran. Venu en métropole  en 1959, il décroche son baccalauréat en 1961, et poursuit ses études, il obtient une licence en droit. Au cours de ses études, il se montre déjà intéressé par la chanson. En 1963, il signe un contrat avec Disc'AZ et réalise deux disques. Le troisième sera un succès avec le titre : N'avoue jamais.  

### Carrière
Après avoir débuté dans un orchestre de jazz, Guy Mardel devient célèbre en 1965. Il est sélectionné par un jury d'experts face à de nombreux artistes dont Marie Laforêt, Sophie Darel, Michèle Torr pour représenter la France au Concours Eurovision de la chanson 1965 à Naples en Italie. Avec sa chanson N'avoue jamais, dont il signe la musique sur des paroles de Françoise Dorin, il se classe troisième sur dix-huit pays.
En avril 1966, il figure sur la « photo du siècle » regroupant 46 vedettes françaises du « yéyé ».
Cependant, il ne réussit pas à confirmer ce succès et tente sa chance à l'étranger : Espagne, Brésil, Japon… De retour en France, il partage son temps entre la production et l'enregistrement de plusieurs singles. En 1976, il crée le label MM Records, distribué par Phonogram. De 1986 à 2006, il effectue ses activités au titre de « Chorus Café ». Arrivé en Israël, il continue à se produire et à faire des galas ; il est notamment actif pour des concerts en 2021 avec comme productrice Béatrice Nakache, venue de France en 2013, parmi les 3280 Français ayant émigré en Israël cette année, au vu des statistiques annuelles communiquées de l'Agence juive.      

### Vie privée
Guy Mardel a été marié avec la journaliste Luce Perrot avec qui il a eu deux garçons.  Il effectue son alya en 2003 (au sein des 2083 Français qui cette année là effectuent la même procédure, selon l'état statistique annuel des arrivées en Israël constaté par l'Agence juive) et s'établit à Jérusalem où il réside toujours. 
En décembre 2000, il épouse en secondes noces Annie-Claude Naïm. De cette union, naissent deux garçons : Nathan et Meïr.

## Discographie

### 45 tours
- C'est mon bilan d'amour (1963)
- Si tu n'y crois pas - Je t'ai crue trop vite (1964)
- N'avoue jamais - Songe songe (1965)
- Je voudrais l'oublier - Entre les deux (1965)
- Monsieur Plum / Toi et moi (1966)
- C'est une larme / Quand on est jeune (1967)
- Qui n'aime pas les filles / Kitty (1968)
- On a plié le parasol / Denis Papin (1971)
- C'est la Primavera / Le temps d'aimer (1973)
- Un arc et des flèches / On ne met pas l’amour dans sa valise (1974)
- Ne regarde pas les filles / Le vieux (1974)
- Ma femme / De quoi demain sera-t-il fait ? (1977)
- Gueule d'ange / Paradiso (1979)
- Brésilienne / Paradiso (1985)
- Entre nous / Prends le temps (1986)

Voir sa discographie sur 45 tours

### Albums
- N'avoue jamais (1965)
- Guy Mardel (1967)

## Filmographie
- 1976 : La situation est grave... mais pas désespérée de Jacques Besnard, musique du film